# Serpents dans la mythologie

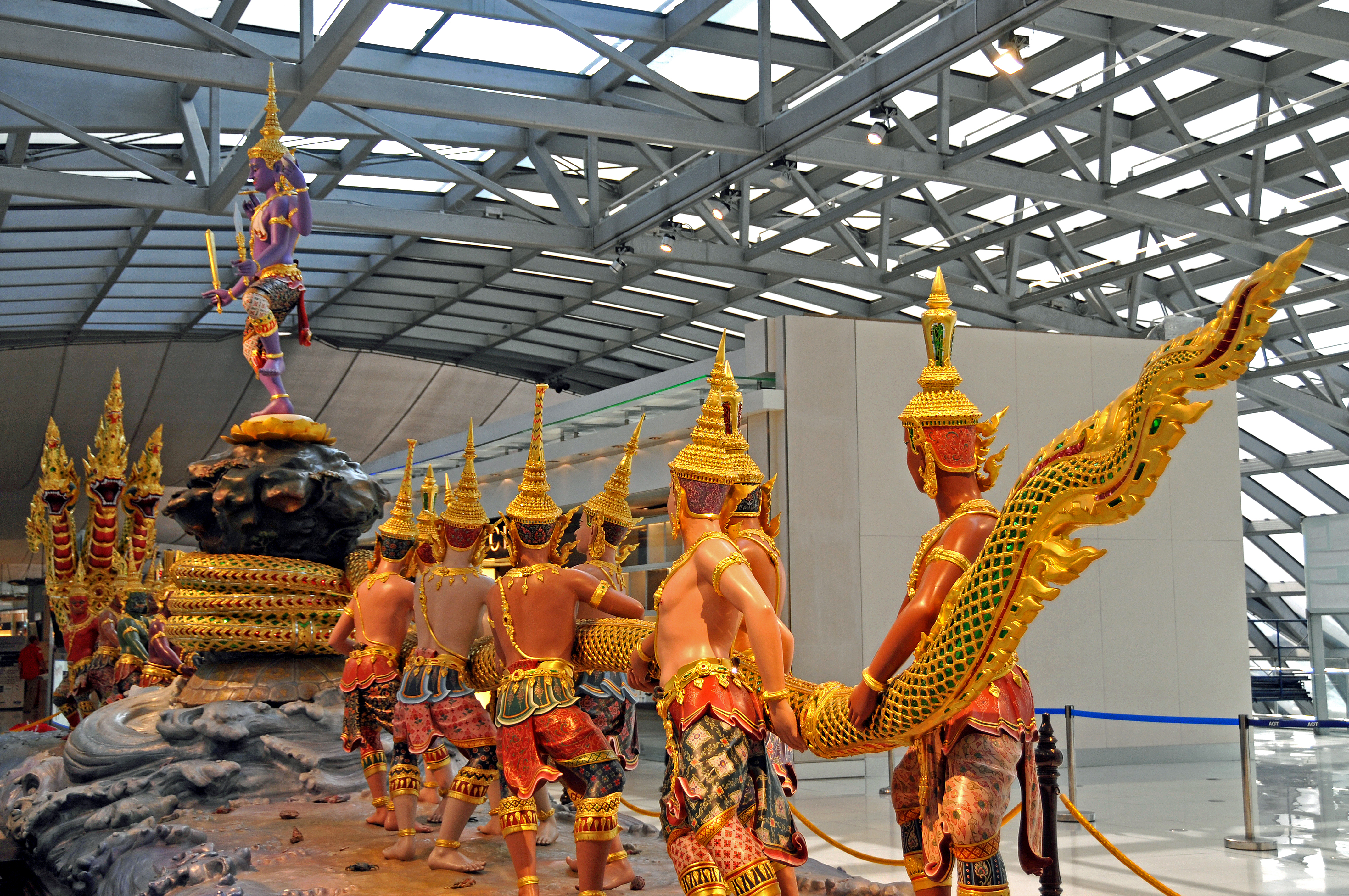
Le roi serpent hindou Vasuki apparaît dans le mythe de la création des Puranas indiens Samudra Manthana (le barattage de l'océan de lait), représenté ci-dessus à l'aéroport de Bangkok, en Thaïlande.

Les serpents sont fréquents dans les mythes d'une multitude de cultures. Les Hopis d'Amérique du Nord considéraient les serpents comme des symboles de guérison, de transformation et de fertilité. Dans la culture populaire mexicaine, les serpents racontent la peur qu'ils inspirent aux femmes enceintes en s'attaquant au cordon ombilical. La Grande Déesse avait souvent des serpents comme familiers, s'enroulant parfois autour de son bâton sacré, comme dans l'ancienne Crète et ils étaient vénérés comme gardiens de ses mystères de naissance et de la régénération. Bien qu'il ne s'agisse pas tout à fait d'un serpent, le serpent à plumes, Quetzalcoatl, a joué une multitude de rôles en tant que divinité dans la culture mésoaméricaine, en particulier maya et aztèque. il était considéré comme une entité jumelle qui incarnait à la fois le dieu et l'homme, mais aussi l'homme et le serpent, tout en étant étroitement associé à la fertilité. Dans l'ancienne mythologie aztèque, Quetzalcoatl était le fils de la déesse de la fertilité, Cihuacoatl, et du serpent des nuages et dieu de la chasse, Maxicoat. Son rôle consistait aussi bien à apporter les vents du matin et la lumière du jour pour des récoltes saines, qu'à être un dieu de la mer capable de provoquer de grandes inondations. Comme le montrent les images, le serpent du ciel est représenté la queue dans la bouche, ce qui est considéré comme une révérence au soleil, auquel Quetzalcoatl était également étroitement lié.

## Immortalité
Le royaume du Dahomey, en Afrique de l'Ouest, considérait les serpents comme immortels car ils semblaient se réincarner lorsqu'ils se débarrassaient de leur peau. Les serpents étaient aussi souvent associés à l'immortalité parce qu'on les voyait se mordre la queue pour former un cercle et, lorsqu'ils s'enroulaient, ils formaient des spirales. Les cercles et les spirales étaient considérés comme des symboles d'éternité.Ce symbole est aujourd'hui connu sous le nom d'Ouroboros. Le cercle était particulièrement important dans le mythe dahoméen, où le dieu-serpent Danh entourait le monde comme une ceinture, le corsetant et l'empêchant de voler en éclats. Dans le mythe égyptien, l'état d'existence avant la création était symbolisé par Amduat, un serpent à plusieurs spirales d'où sont sortis Râ, le soleil, et toute la création, qui revient chaque nuit et renaît chaque matin. Dans la mythologie nordique, le serpent qui se mord la queue (Ouroboros) symbolise la mer comme l'anneau éternel qui entoure le monde. En Égypte, le serpent a des vertus curatives. Des hymnes et des offrandes lui étaient faits, car on pensait que la déesse pouvait se manifester à travers le serpent. « Dans un hymne à la déesse Mertseger, un ouvrier de la nécropole de Thèbes raconte comment la déesse est venue à lui sous la forme d'un serpent pour guérir sa maladie (Bunn1967:617).
Dans la cosmogonie et la religion sérère, le serpent est le symbole des anciens saints et esprits ancestraux du peuple sérère d'Afrique de l'Ouest. Lorsqu'une personne meurt, les Sérères croient que son âme doit se rendre à Jaaniiw (un lieu où vont les bonnes âmes). Avant que l'âme ne puisse atteindre Jaaniiw pour se réincarner (ciiɗ en sérère), elle doit se transformer en serpent noir. Pendant cette transformation, le serpent se cache dans un arbre. C'est pour cette raison qu'il est tabou dans la culture sérère qui ne tue pas les serpents. Ils font l'objet d'un grand respect dans la tradition de ce peuple, car ils sont l'incarnation et le symbole des saints et des esprits ancestraux,,,. Tout comme leurs homologues sérères, les Dogons du Mali vouent également une grande vénération au serpent. Il joue un rôle actif dans la religion et la cosmogonie Dogon. La mythologie de l'ancêtre primordial des Dogons, Lébé, est presque entièrement basée sur la mythologie du serpent. Dans la croyance religieuse traditionnelle africaine, le serpent Lébé a guidé le peuple Dogon de la région du Mandé à la falaise de Bandiagara (leur domicile actuel) lorsqu'ils ont décidé d'émigrer pour fuir l'islamisation et la persécution,. Les Dogon croient que Lebe est la réincarnation même du premier ancêtre des Dogons, et qu'il a ressuscité sous la forme d'un serpent,.
Dans la culture sumérienne, les serpents étaient également un symbole de guérison très important. Dans le Code de lois d'Hammourabi (vers 1700 av. J.-C.), le dieu Ninazu est est le patron de la guérison. Le symbole du serpent et du bâton sont les attributs de son fils Ningishzida (Bunn 1967 : 618).

## Mythes de la création
Outre l'histoire religieuse très connue de la création d'Adam et Eve, les serpents étaient un élément commun à de nombreux mythes de la création, par exemple en Californie et en Australie de nombreux peuples avaient des mythes sur le serpent arc-en-ciel, qui était soit la Terre Mère elle-même donnant naissance à tous les animaux, soit un dieu de l'eau dont les contorsions créaient des rivières, des ruisseaux et des océans. Dans l'ancien mythe indien, le serpent de la sécheresse Ahi ou Vritra a avalé l'océan primordial et n'a libéré tous les êtres créés que lorsqu'Indra a fendu l'estomac du serpent d'un coup de foudre. Dans un autre mythe, le protecteur Vishnu dormait sur les spires du serpent du monde enroulé Shesha (ou « Ananta l'infini »). Shesha était à son tour soutenu par Kurma. Lorsque celui-ci bougeait, Shesha s'agitait et bâillait et l'ouverture de ses mâchoires provoquait des tremblements de terre.
Dans la mythologie chinoise, le serpent à tête de femme Nüwa, a créé un par avec de l'argile, les premiers êtres humains.
« Ravie, elle fit une autre figure, puis une autre et encore une autre, et chacune prit vie de la même manière. Jour après jour, Nǚwā s'amusait à fabriquer des figures de boue et à les regarder prendre vie ».
Pour économiser son énergie, elle a trempé une corde dans de l'argile et l'a agitée de façon que des boules d'argile atterrissent partout ; chaque boule d'argile est devenue un être humain. Les premiers humains qu'elle a créés sont de classe supérieure, mais les seconds sont de classe inférieure.
Les mythes cosmologiques grecs racontent qu'Ophion le serpent, a couvé l'œuf primordial d'où sont nées toutes les choses créées.
Le symbole classique de l'Ouroboros représente un serpent en train de manger sa propre queue. Parmi les nombreuses interprétations de ce symbole il y a celle ou le serpent représente la nature cyclique de la vie et de la mort, la vie se nourrissant d'elle-même dans l'acte de création.

## Le monde souterrain
Les serpents étaient régulièrement considérés comme les gardiens du monde souterrain, des Enfers ou les messagers entre le monde supérieur et le monde inférieur, car ils vivaient dans les fissures et les trous du sol. Les Gorgones du mythe grec étaient des femmes-serpents (un hybride courant) dont le regard transformait la chair en pierre, la plus célèbre d'entre elles étant Méduse. Les Nagas, « le cobra démoniaque » et les naginis étaient des serpents à tête humaine. Les rois et les reines naginis vivaient dans des paradis souterrains ou sous-marins incrustés de joyaux, ils étaient perpétuellement en guerre avec Garuda l'oiseau-soleil. Dans le mythe égyptien, le serpent Aapep ou Apophis (symbolisant le chaos) attaquait tous les matins le vaisseau solaire (symbolisant l'ordre). Chaque jour Aapep essaye d'engloutir le navire du soleil et à chaque fois celui-ci le vainc et le ciel est arrosé de son sang à l'aube et au crépuscule.
Dans le mythe nordique, le mal était symbolisé par le serpent (en réalité un dragon) Nidhogg (le « Mangeur redoutable ») qui s'enroulait autour de l'une des trois racines d'Yggdrasil, l'Arbre de Vie, et tentait d'en étouffer ou d'en ronger la vie. « Ici, il y a un dragon maléfique nommé Nidhogg qui ronge constamment la racine, s'efforçant de détruire Yggdrasil ». Dans l'ancien paganisme slave, une divinité du nom de Veles présidait au monde souterrain. Il est presque toujours représenté sous la forme d'un serpent ou d'un dragon, selon le mythe en question. Le monde souterrain faisait partie d'un arbre mythique. Les racines de cet arbre (qui poussent généralement dans l'eau) étaient gardées par Veles (Volos), le dieu serpent.
L'idée d'un peuple-serpent vivant sous la terre était très présente dans la mythologie américaine. Le monde souterrain aztèque, Mictlan, était protégé par des arbres-pythons, un gigantesque alligator et un serpent, que les esprits devaient éviter par l'esquive physique, le tissage ou la ruse, avant de pouvoir entamer le voyage vers l'immortalité. En Amérique du Nord, les Sioux Brule racontent que trois frères transformés en serpents à sonnettes aidaient et guidaient en permanence leurs parents humains.
Les Pomos racontent qu'une femme épousa un prince-serpent et donna naissance à quatre enfants-serpents qui se déplaçaient librement entre les deux mondes de leurs parents. Les Hopis racontent qu'un jeune homme s'est aventuré dans le monde souterrain et a épousé une princesse-serpent.
En Grèce antique, les serpents ont été associés à Hécate, la déesse de la magie et du monde inférieur.

## Eau
Les serpents étaient également souvent associés à l'eau, notamment dans les mythes qui racontent que l'océan primordial était formé d'un énorme serpent enroulé, comme dans Ahi / Vritra dans les premiers mythes indiens et Jormungand dans le mythe nordique. Les monstres marins vivaient dans tous les océans, du Léviathancrocodile-serpent à sept têtes du mythe hébreu au dieu de la mer Koloowisi du peuple Zuni d'Amérique du Nord en passant par le monstre grec Scylla aux six cous de serpent. Dans certaines cultures, les anguilles (qui passent leur enfance en eau douce avant de retourner à la mer à l'âge adulte) étaient considérées comme des créatures magiques.
Les cours d'eau et les lacs avaient souvent des dieux-serpents ou des gardiens-serpents, dont Untekhi, le redoutable esprit de l'eau de la rivière Missouri. Jusqu'à récemment, certaines communautés d'Europe du Nord, comme en Angleterre, organisaient des cérémonies de décoration de puits pour apaiser les esprits-serpents qui vivaient dans les sources et fontaines des villages et racontaient des légendes de saints vainquant des serpents de lac malveillants, par exemple Saint Georges tuant un serpent dévoreur de jeunes filles ou Saint Colomba faisant la leçon au monstre du Loch Ness qui cessa alors de manger des humains et devint timide face aux visiteurs humains.
Des pierres sculptées représentant un cobra à sept têtes se trouvent souvent près des écluses des anciens réservoirs d'irrigation au Sri Lanka ; on pense que ces pierres ont été placées dans ces endroits comme gardiennes de l'eau.

## Sagesse
Dans de nombreuses mythologies, les serpents sont associés à la sagesse, peut-être parce qu'ils semblent réfléchir à leurs actions lorsqu'ils se préparent à frapper, ce qui a été imité par les hommes-médecine lors de la préparation des prophéties dans certaines régions d'Afrique de l'Ouest. En général, la sagesse des serpents est considérée comme ancienne et bénéfique pour les humains, mais elle peut parfois être dirigée contre eux. En Asie de l'Est, les dragons-serpents veillaient sur les bonnes récoltes, la pluie, la fertilité et le cycle des saisons, tandis que dans la Grèce et l'Inde anciennes, les serpents étaient considérés comme porte-bonheur et les amulettes-serpents étaient utilisées comme talismans contre les difficultés et les épreuves.
L'histoire biblique de la chute de l'homme (que l'on retrouve également dans le Coran islamique) raconte comment Adam et Ève ont été trompés par un serpent (identifié comme Satan par Paul et Jean dans II Corinthiens et Apocalypse, respectivement) qui les a amenés à désobéir à Dieu. Le serpent convainc Ève de manger du fruit de l'arbre de la connaissance du bien et du mal, puis Adam a suivi Ève et a fait de même. En conséquence, Dieu bannit Adam et Ève du jardin et maudit le serpent.
En Inde, dans l’État du Kerala, les sanctuaires de serpents occupent la plupart des foyers. Le créateur du Kerala, Parasurama, a fait appel aux serpents pour rendre les terres salines fertiles. Le temple Mannarasala Shri Nagaraja est l'un des principaux lieux de culte. La divinité qui préside ce temple est Nagaraja, un dieu serpent à cinq têtes, né de parents humains qui ont pris soin des serpents lors d'un incendie. On pense que Nagaraja a quitté sa vie terrestre et est entré en Samadhi mais qu'il réside toujours dans une des chambres du temple.
L'Écriture hébraïque traite de la sagesse du serpent. Jésus encourage ses disciples en leur disant : « Je vous envoie comme des brebis au milieu des loups ; soyez donc prudents comme les serpents... » (Matt 10:16). Dans ces textes, les serpents sont souvent associés à la ruse et à la nocivité, mais aussi à la sagesse.

## Guérison
Dans les mythes de la Grèce antique, la guérison et les serpents étaient associés à Asclépios, dont les serpents-familiers rampaient sur le corps des malades endormis la nuit dans ses sanctuaires et les léchaient pour les ramener à la santé.
En Europe du Nord et en Asie occidentale, les serpents étaient associés à la guérison, tandis que dans certaines parties de l'Asie du Sud, les serpents sont considérés comme possédant des qualitésaphrodisiaques. Selon le mythe grec, les gens pouvaient acquérir une seconde audition et une seconde vue si leurs oreilles ou leurs yeux étaient léchés par un serpent.

## Dieux serpents

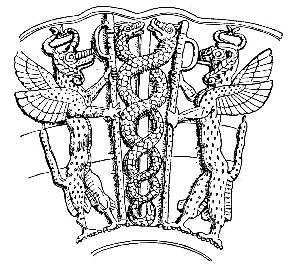
Le « vase à libations de Gudea» avec le dragon Mushussu, dédié à Ningishzida (chronologie courte du). Le caducée est interprété comme représentant le dieu lui-même.

Dans l'ancienne Mésopotamie, Nirah, le dieu messager d'Ištaran, était représenté sous la forme d'un serpent sur des kudurrus, ou bornes frontières. Les représentations de deux serpents entrelacés sont courantes dans l'art sumérien et néo-sumériens et apparaissent encore sporadiquement sur des sceaux cylindriques et des amulettes jusqu'au XIIIe siècle av. J.-C.. La vipère cornue ( Cerastes cerastes ) apparaît dans les kudurrus kassites et néo-assyriens et est invoquée dans les textes assyriens en tant qu'entité magique protectrice. Une créature ressemblant à un dragon avec des cornes, le corps et le cou d'un serpent, les pattes avant d'un lion et les pattes arrière d'un oiseau apparaît dans l'art mésopotamien de la période akkadienne jusqu'à la période hellénistique (323 av. J.-C.-31 av. J.-C.). Cette créature, connue en akkadien sous le nom de mušḫuššu, qui signifie « serpent furieux », était utilisée comme symbole pour des divinités particulières et aussi comme emblème protecteur général. Elle semble avoir été à l'origine l'accompagnateur du dieu des Enfers Ninazu mais elle est devenue par la suite l'accompagnateur du dieu hurrien de la tempête
Tishpak, ainsi que, plus tard, du fils de Ninazu, Ningishzida, du dieu national babylonien Marduk, du dieu scribe Nabu et du dieu national assyrien Ashur.
La base anthropomorphique de nombreuses théories mythiques indique que les dieux-serpents sont rarement représentés uniquement sous la forme de serpents. Les exceptions à cette règle sont assez nombreuses, le dieu créateur fidjien Ndengei, la douzaine de dieux créateurs des îles Salomon (chacun ayant des responsabilités différentes), la déesse mère aztèque Coatlicue et les esprits serpents vaudous Damballa, Simbi et Petro. Les dieux-serpents sont plus souvent représentés comme des hybrides ou des métamorphes ; par exemple, les esprits-serpents d'Amérique du Nord peuvent passer d'une forme humaine à une forme serpentine tout en conservant les caractéristiques des deux. De même, la déesse-serpent coréenne Eobshin est représentée sous l'apparence d'un serpent noir doté d’oreilles humaines.
On trouve de nombreux exemples de dieux serpents dans diverses cultures. La divinité aztèque de l'intelligence et du vent, Quetzalcoatl (connu sous l'appellation de « Serpent à plumes »). La déesse du ciel maya du ciel était un attribut courant. Cependant, dans son cas, les serpents se penchaient sur ses oreilles et lui murmuraient les secrets de l'univers (c'est-à-dire les secrets d'elle-même). Dans le mythe indien, Shiva avait un cobra enroulé sur sa tête et un autre au repos sur son épaule, prêt à frapper ses ennemis. Le mythe égyptien compte plusieurs dieux-serpents, du « serpent enroulé » Mehen, qui aidait Râ à combattre Aapep chaque jour, jusqu'à Nehebkau, bicéphale qui gardait le monde souterrain. En extréme orient, dans la mythologie coréenne, Eobshin était la déesse serpent de la richesse, car les serpents mangeaient les rats et les souris qui rongeaient les récoltes.
Le serpent à cornes apparaît dans les mythologies de nombreux Amérindiens. Les détails varient d'une tribu à l'autre, mais de nombreux récits associent cette figure mystique à l'eau, à la pluie, à la foudre et au tonnerre. Les serpents à cornes étaient des éléments majeurs du complexe cérémoniel du Sud-Est de la préhistoire nord-américaine,.

## Rituels
Les Hopi d'Amérique du Nord pratiquaient une danse annuelle du serpent pour célébrer l'union du jeune serpent (un esprit du ciel) et de la jeune fille serpent (un esprit du monde souterrain), et pour renouveler la fertilité de la nature. Pendant la danse, des serpents vivants étaient manipulés et, à la fin de la danse, les serpents étaient relâchés dans les champs pour garantir de bonnes récoltes. « La danse du serpent est une prière aux esprits des nuages, du tonnerre et de la foudre, pour que la pluie tombe sur les cultures en croissance ». Dans la ville de Bénarès, au nord-ouest de l'Inde, un festival appelé Naga Pancami est célébré pendant la saison des pluies de Sravana (juillet/août) pour rendre hommage aux serpents surnaturels ou aux divinités. Des milliers de personnes se rassemblent autour de bassins de serpents appelés Naga kuan, qui mèneraient à Nagaloka, le somptueux monde sous-marin de ces divinités serpents ou Nagas. Les adorateurs se baignent et sautent des corniches dans les bassins pour les honorer et s'assurer qu'ils assurent la fertilité de la terre et de ses habitants, ainsi que la protection contre les poisons (colère) de leur morsure. Dans cette région, les femmes sont plus nombreuses à vénérer les Nagas, ce qui ressemble le plus à un rituel religieux.